# Walla Walla-floden

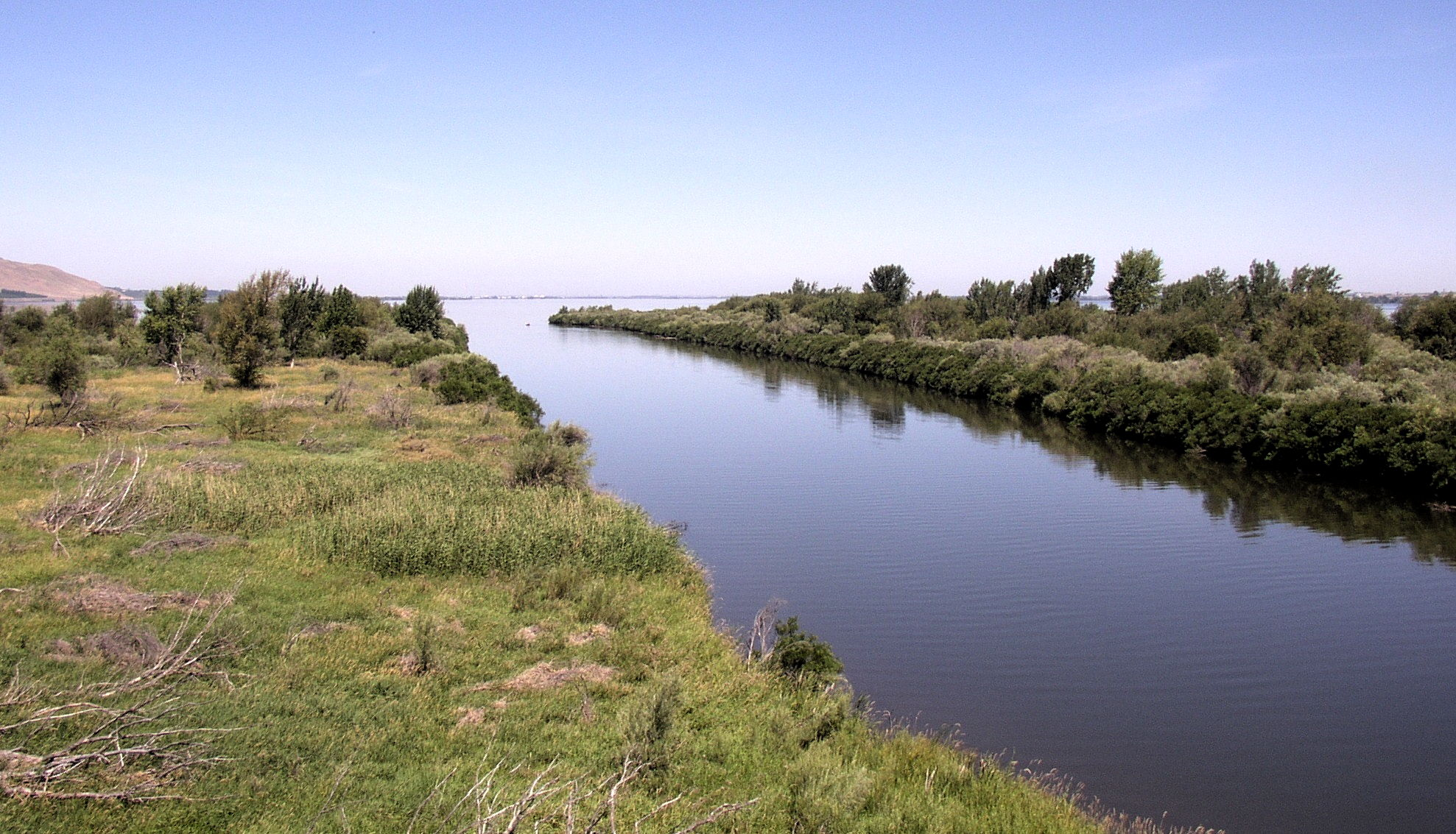
Walla Walla-flodens sammanflöde med Columbiafloden

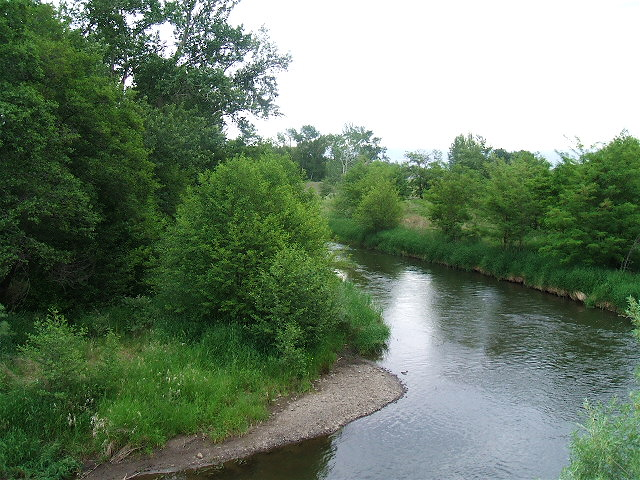
Walla Walla-floden

Walla Walla-floden (engelska: Walla Walla river) är en biflod till Columbiafloden och går ihop med denna strax ovanför Wallula Gap i sydöstra delen av delstaten Washington, USA. Floden flyter genom Umatilla County, Oregon och Walla Walla County, Washington. 

## Historik

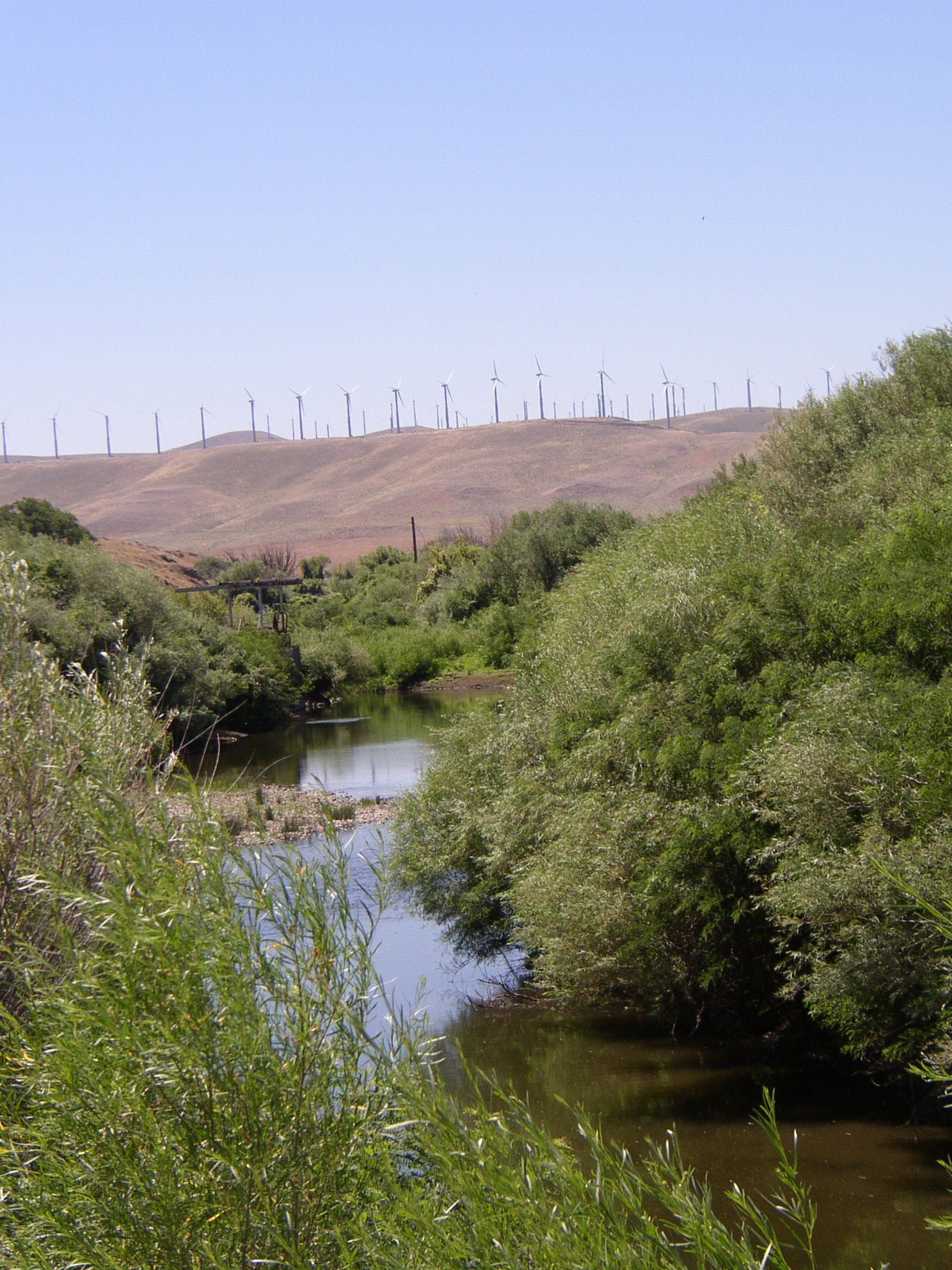
Walla Walla-floden med vindkraftverk i bakgrunden. Flodens vattennivå har minskat på grund av konstbevattning.

Innan de vita bosättarna kom till området var det befolkad av den indianska stammen (ursprungsbefolkning) Walla Walla. 

## Foton

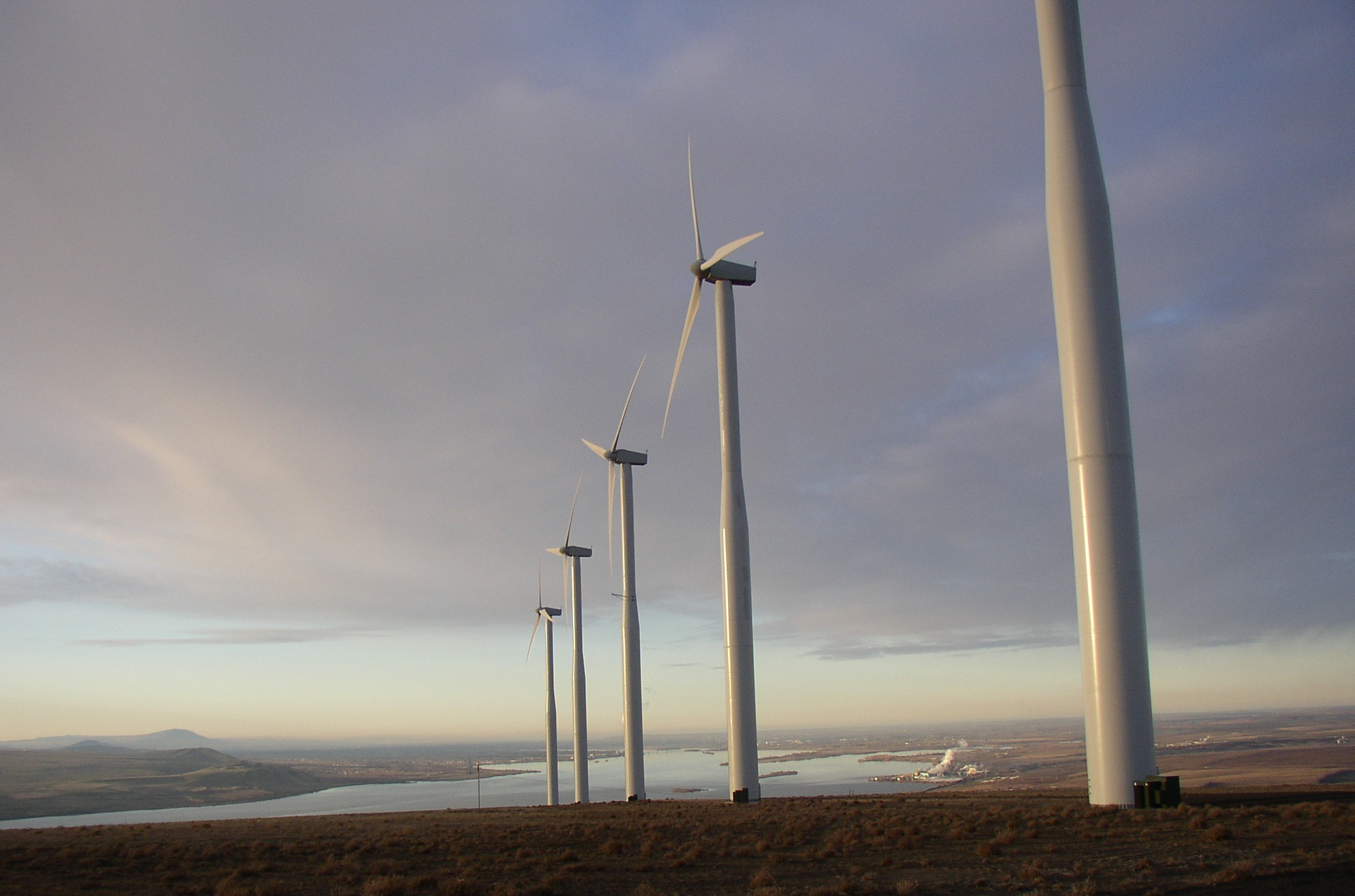
Vindkraftverk
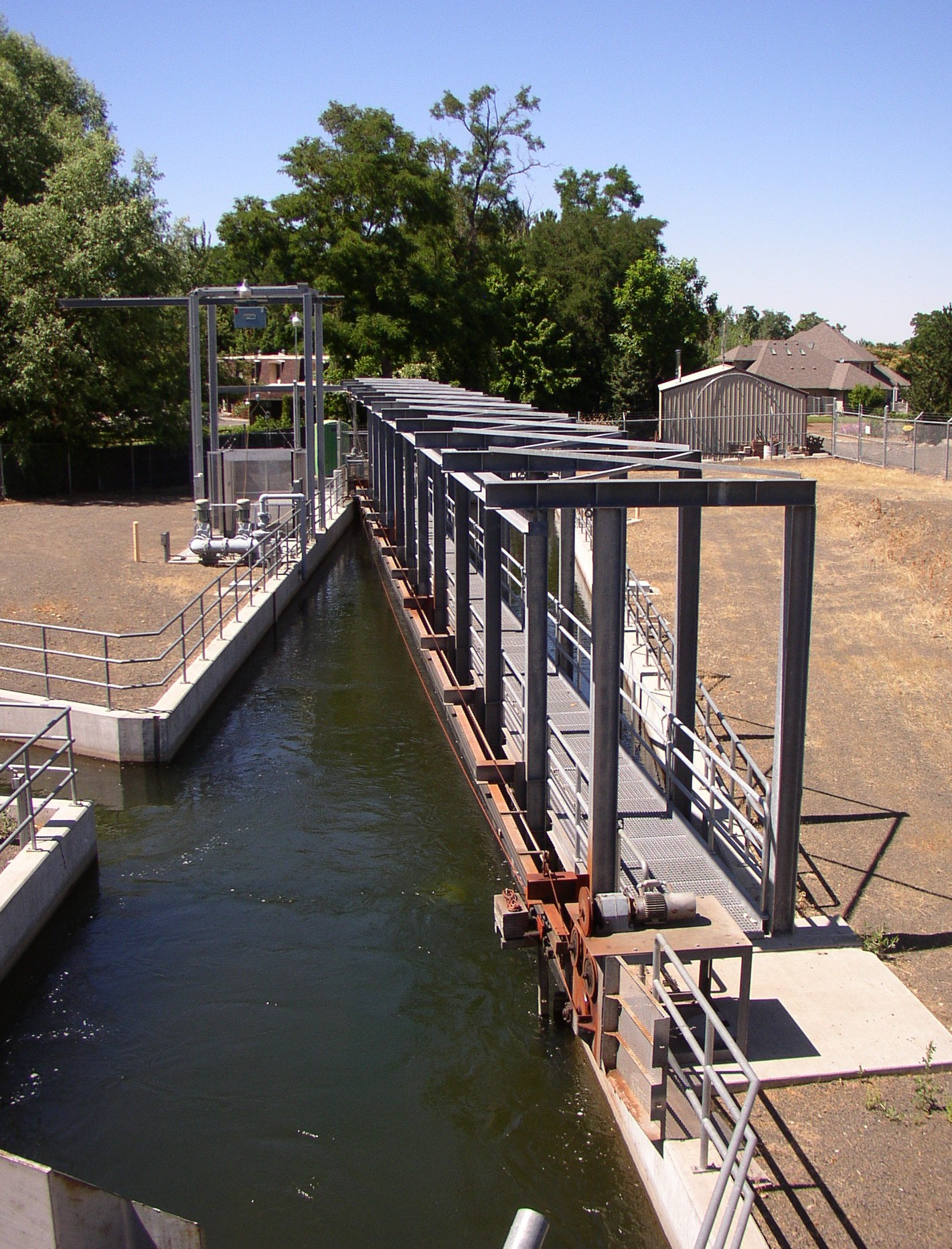
Bevattningsanläggning
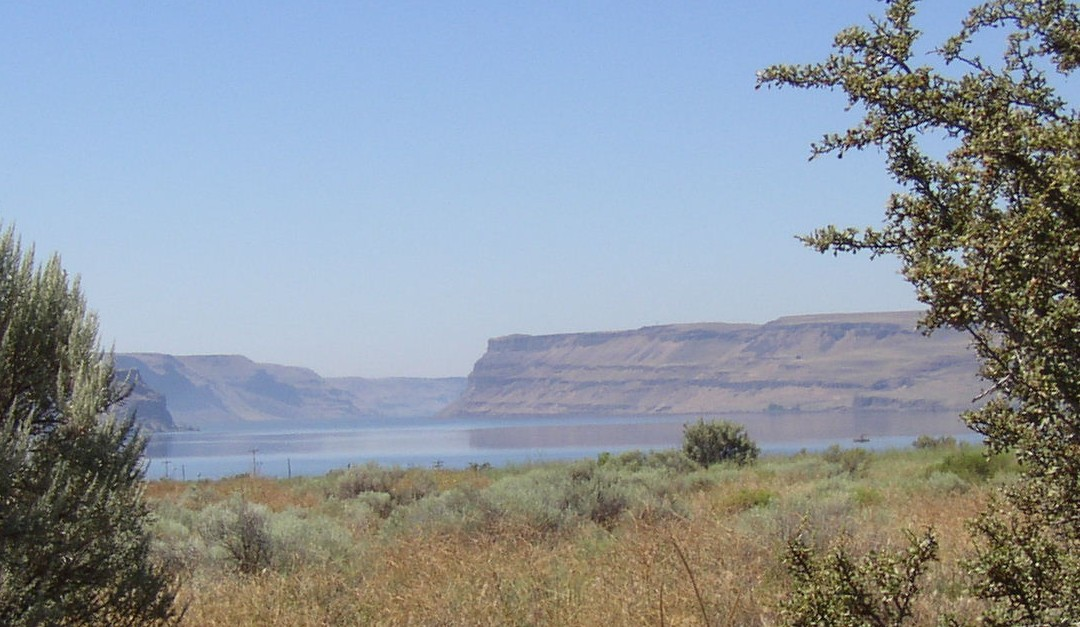
Fotot taget strax ovanför platsen för Fort Nez Percés